# Motorenfabrik Darmstadt
Die Motorenfabrik Darmstadt war ein Maschinenbau-Unternehmen aus Darmstadt, das von 1902 bis 1960 bestand und vor allem Gasmaschinen, Glühkopfmotoren und Dieselmotoren für stationäre Verwendungen, Lokomobile, Schiffsantriebe sowie Traktoren herstellte.

## Anfänge des Unternehmens (1902–1906)
Die Ursprünge der Motorenfabrik Darmstadt gehen auf das Jahr 1902 zurück, als der Ingenieur August Koch (geb. 1876) in der Kirschenallee im heutigen Stadtteil Darmstadt-Nord eine Werkstatt für Molkerei-Maschinen gründete, in der er zunächst 10 Arbeiter beschäftigte. Da das Unternehmen nicht wirtschaftlich war, gründete er zusammen mit dem Schlossermeister Johann Gräb (1867–1929), der eine Werkstatt zur Reparatur von Motoren betrieb, die „Molkereimaschinen- und Motorenfabrik Koch & Gräb“. Bereits 1904 stellte sie vier Typen von liegenden Gasmaschinen her, deren stärkste 10 PS leistete. Die Firma beschäftigte inzwischen 50 Arbeiter und erweiterte 1905 die Produktpalette um Sauggasmotoren und Sauggasgeneratoren mit bis zu 70 PS. Für die weitere Produktion war zusätzliches Kapital erforderlich.

## MODAAG: Wachstum und Aktiengesellschaft (1906–1947)
Am 20. August 1906 gründete August Koch zusammen mit dem Kaufmann Friedrich May (1875–1939) und drei weiteren Aktionären die Motorenfabrik Darmstadt AG (MODAAG). August Koch und Friedrich May bildeten den Vorstand, Johann Gräb blieb als Meister im Werk. Bereits 1907 schied August Koch aus und Friedrich May führte das Unternehmen bis zu seinem Tod alleine weiter.
Ab 1908 baute die MODAAG Glühkopfmotoren der Solos-Motoren-Gesellschaft in Lizenz nach. Zudem begann sie mit der Produktion eigener Dieselmotoren, doch stoppte der Erste Weltkrieg die Entwicklung zunächst. Das Unternehmen wuchs zu einer der führenden Motorenhersteller, der Lokomobile, liegende Motoren für Gas und Benzin sowie Sauggasmotoranlagen und Glühkopf- sowie Dieselmotoren herstellte.

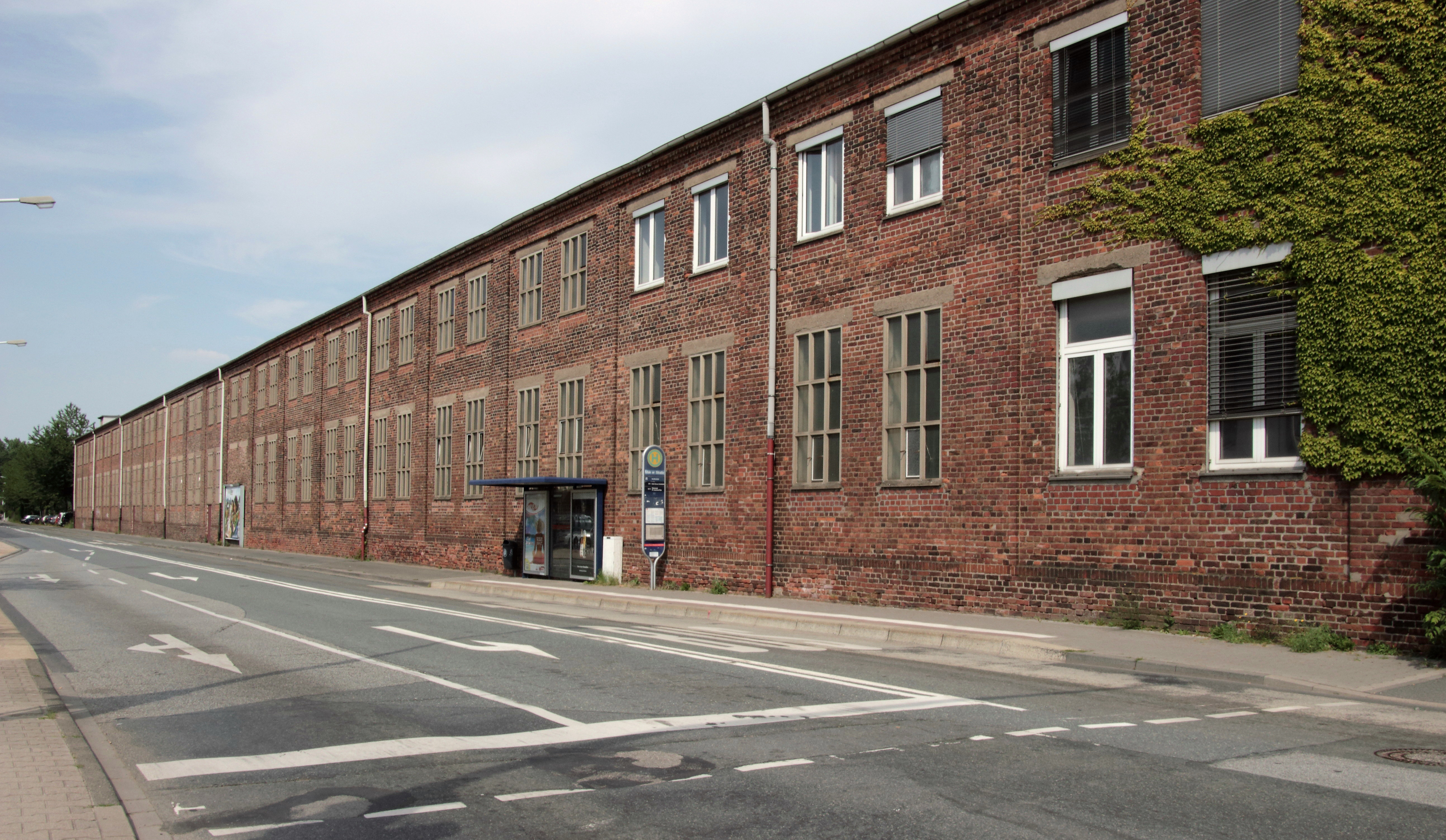
Ehemalige Werkshalle der Motorenfabrik Darmstadt. Erbaut 1923–25.

Nach dem Ersten Weltkrieg erforderte die große Nachfrage nach Zweitakt-Dieselmotoren umfangreiche Werksvergrößerungen. Im Jahr 1925 wurde der Bau der heute noch existierenden Werkshalle an der Darmstädter Kirschenallee vollendet, in der unter anderem Dieselmotoren gebaut wurden.
Die Dieselmotoren wurden zum erfolgreichsten Produkt der Firma: Dazu gehörte die Baureihe „RB“, die sie 1925 auf den Markt brachte. Die Motoren erbrachten bei einfacher Handhabung hohe Leistungsfähigkeit mit günstigen Brennstoffverbrauch und fand insbesondere als Schiffsantrieb Verwendung. Der Erfolg der Motoren führte 1927 zu einer Interessengemeinschaft mit der Friedrich Krupp Germaniawerft in Kiel und wurden als „Bauart Krupp-MODAAG“ verkauft. Die Nachfrage – bei gleichzeitiger Lizenzvergabe nach Frankreich, Italien und Polen – beschleunigten den weiteren Werksausbau und führten zur Kooperation mit der Demag. Aus dieser Kooperation entwickelte sich von 1942 bis 1947 eine Vereinigung mit der zur Demag gehörenden Kämper AG aus Berlin-Marienfelde zu den Demag Motorenwerken AG, Berlin. Bis 1939 zählten MODAAG-Motoren bei Fischkuttern mit zu den am häufigsten verwendeten Dieselmotorfabrikaten.

## MODAG: Von der GmbH-Umwandlung bis zur Übernahme (1947–1960)
Nach dem Zweiten Weltkrieg erholte sich das Unternehmen schnell von den Kriegsschäden. In der Produktion stellte sie wieder die Zweitakt-Dieselmotoren der Baureihe RB 40 mit 1–5 Zylindern her und entwickelte diese zu größeren Varianten und Modellen weiter.
Zugleich erfolgte 1947 die Umwandlung in eine GmbH und die Namensänderung in „Modag, Motorenfabrik Darmstadt GmbH“. Sie wurde vom bisherigen Großaktionär Demag in Duisburg geleitet. 1960 übernahm die Demag die Firma, die Produktion von Dieselmotoren wurde 1964 eingestellt. Nach der Übernahme der Demag durch die Mannesmann AG im Jahr 1973 wurde der Darmstädter Betrieb stillgelegt. Das Gelände wurde anschließend an die Carl Schenck AG verkauft.

## MODAG-Traktoren

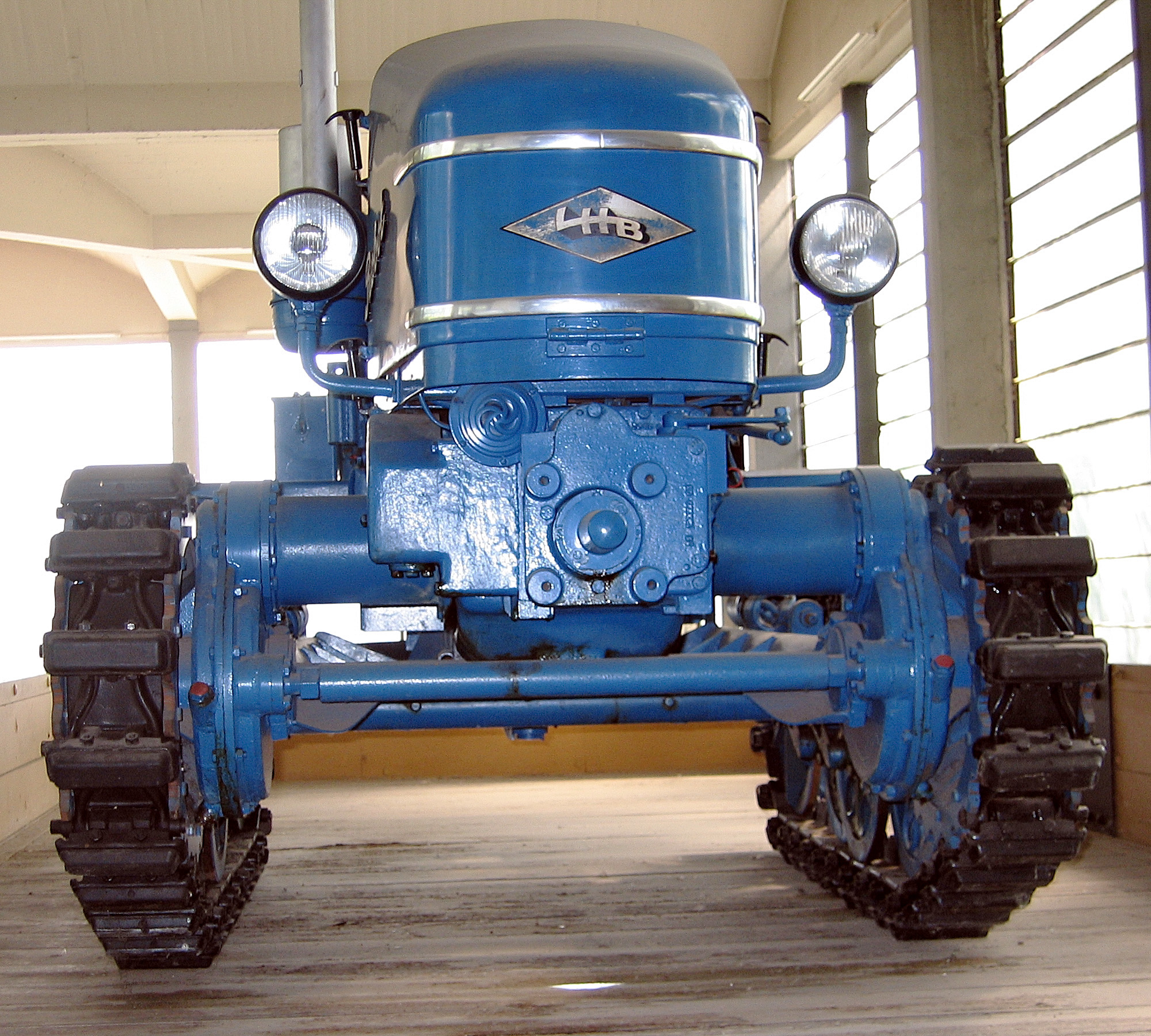
LHB Robot Raupenschlepper mit 25 PS (18,5 kW); 1953 in geringer Stückzahl hergestellt.

Die MODAAG bzw. MODAG stellte in kleinem Rahmen auch Traktoren her. Während des Ersten Weltkrieges entwickelte die Firma 1916 ihr erstes Modell, das in der Form an Lokomobile angelehnt war. Es wurde von einem 20-PS-Einzylinder-Benzolmotor angetrieben, der das Fahrzeug auf 2,5 oder 5,5 km/h brachte. Das zweite Modell wurde 1924 unter der Bezeichnung „Modag 1“ auf den Markt gebracht. Dieser Traktor wurde von einem wassergekühlten Zweizylinder-„Colo“-Dieselmotor mit 16 PS (12 kW) angetrieben, der das Fahrzeug auf eine Höchstgeschwindigkeit von 8 km/h brachte. Das dritte Modell ab 1927 hieß „Modag 2“ und erhielt einen auf 20 PS (15 kW) gesteigerten „Colo“-Dieselmotor. Nach Schätzungen wurden von 1924 bis 1931 etwa 290 Stück der beiden Schleppertypen hergestellt.
Nach dem Zweiten Weltkrieg baute das Unternehmen Motoren der Primus Traktorengesellschaft in Lizenz nach. 1953 war die MODAG zudem einer von mehreren Motoren-Zulieferern für die LHB Leichtbauraupe „Robot“ der damaligen Linke-Hofmann-Busch GmbH (heute Alstom Transport Deutschland). Für die nur 1953 gebaute Serie lieferte die MODAG einen Lizenzbau der Primus Traktorengesellschaft mit 25 PS (18,5 kW).

## Schiffe mit MODAG-Motoren (Auswahl)

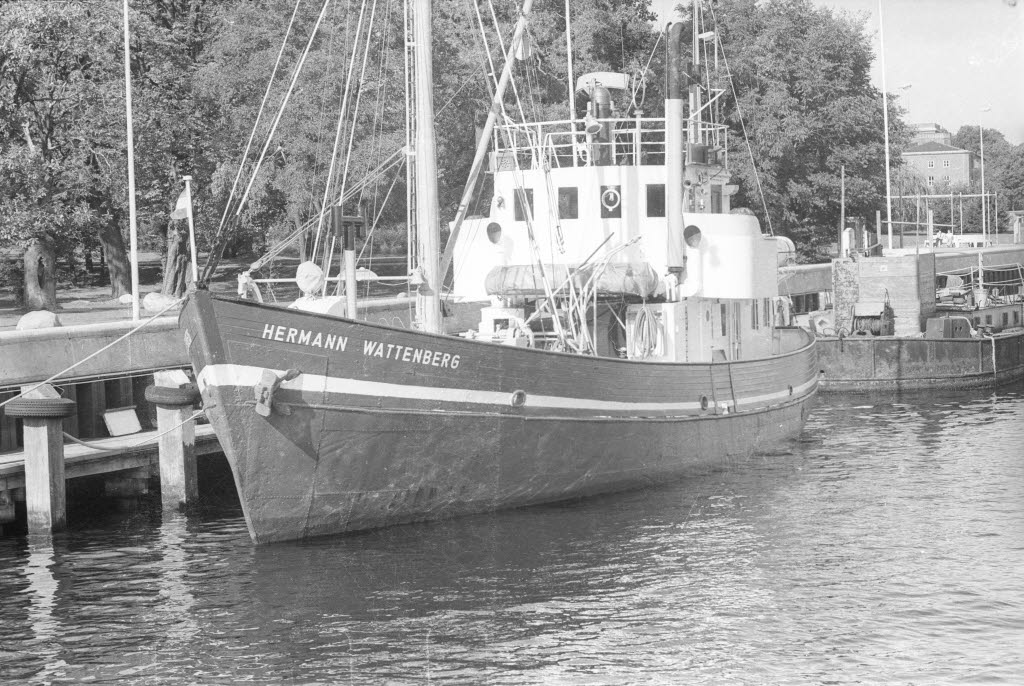
Das Forschungsschiff Hermann Wattenberg der Universität Kiel.

In der Schifffahrt wurden Motoren der MODAG insbesondere in der Fischerei bei Kuttern, größeren Booten und auf kleinen Schiffen eingesetzt. Oftmals erfolgte der Einbau erst nachträglich, etwa bei einem Motorenwechsel. Eine Auswahl von Booten und Schiffen mit MODAG-Motoren:
- Atlantis (Schiff, 1956)
- Catarina (Schiff)
- Friedrich (Schiff, 1910)
- Hermann Wattenberg (Schiff)
- Johanna (Schiff, 1903)
- Kriegsfischkutter
- KFK 185
- KFK 144
- Lichtwark (Schiff)
- Rudolf (Schiff, 1894)

## Heutige Nutzung des MODAG-Geländes
Das gesamte ehemalige Fabrik-Areal der Motorenwerke Darmstadt gehört heute einer Industriebeteiligungsverwaltung in Frankfurt. Im zuvor leerstehenden Gebäude entsteht eine „Eventlocation“ für Veranstaltungen, Konferenzen oder Präsentationen mit einer Halle für bis zu 400 Besuchern.